# Aleksei Sapayev
Aleksei Vladimirovich Sapayev (tiếng Nga: Алексей Владимирович Сапаев; sinh ngày 28 tháng 1 năm 1983) là một cầu thủ bóng đá người Nga. Anh thi đấu cho FC Murom.